# 모범생
"모범생"은 2017년에 개봉한 대한민국의 영화이다.

## 캐스팅
- 김효진 : 고은별 역
- 박광일 : 차강준 역
- 강하린 : 오하늬 역
- 최라윤 : 진세령 역
- 손우혁 : 하주원 역
- 황정인 : 태희 역
- 이가경 : 국변 역
- 오유미 : 은별 모 역
- 이지선 : 최누리 역
- 김누리 : 강예솔 역
- 이지원 : 김수현 역
- 조승범 : 정원철 역
- 전우재 : 박광우 역
- 류진석 : 광철 역
- 김가희 : 담임 역
- 김도윤 : 도 형사 역
- 김영확 : 차 형사 역
- 정휘욱 : 정 변호사 역
- 곽예헌 : 하려원 역
- 김하림 : 하림 역
- 이슬 : 이 검사 역
- 심지원 : 하다빈 역
- 김지연 : 김 검사 역
- 김순영
- 정해솔
- 이정원
- 목용수 : 사채남 역
- 임영선 : 채영 역
- 홍영은 : 은지 역
- 고현민 : 하수남 역
- 서창완 : 무술 역
- 박현 : 무술 역
- 김다솔 : 학생 역
- 송선재 : 학생 역
- 홍수연 : 학생 역
- 장다빈 : 학생 역
- 김은빈 : 학생 역
- 강민성 : 학생 역
- 박예주 : 학생 역
- 이선재 : 학생 역
- 손서형 : 학생 역
- 오세빈 : 학생 역
- 박유미 : 학생 역
- 강현주 : 학생 역
- 김윤지 : 학생 역
- 전영욱 : 무술 역
- 장훈 : 무술 역
- 장성은 : 무술 역
- 은선우 : 일진 역
- 고현지 : 일진 역
- 홍주연 : 일진 역
- 김한별 : 일진 역
- 김채근 : 보스 역
- 장현 : 조직원 역
- 류제현 : 조직원 역
- 성기훈 : 조직원 역
- 임유라 : 대학생 역
- 백연 : 대학생 역
- 정다연 : 팸 역
- 정유리 : 팸 역
- 안소연 : 학생 역